# میگل آنخل مارتین پردوگوئرو
میگل آنخل مارتین پردوگوئرو (اسپانیایی: Miguel Ángel Martín Perdiguero‎؛ زادهٔ ۱۴ اکتبر ۱۹۷۲) دوچرخه‌سوار اهل اسپانیا است. وی در بازی‌های المپیک تابستانی ۲۰۰۰ شرکت کرده است.